# François Martineau
Pour les articles homonymes, voir Martineau.
François Martineau (21 novembre 1927 à Paris - 3 septembre 1999 à Paris) fut un éditeur et un écrivain français.

## Biographie
Éditeur-rédacteur en chef au Club français du livre, il fonde et dirige le Club des Éditeurs en 1956 sous le patronage de Flammarion, Julliard, Laffont, Albin Michel, Plon, Le Seuil, Stock. 
En 1970, il devient directeur littéraire et artistique et directeur général adjoint des éditions des Deux Coqs d'or. Il se spécialisa dans les encyclopédies destinées à la jeunesse.

## Œuvres
- La Grande Encyclopédie du livre d'or, 1973-19..
- Le Grand Livre des arts, 1980
- Le Grand Livre des lettres, 1979
- Le Grand Livre des sciences, 1979
- Le Grand Livre des techniques, 1978